# ГЕС Měngyějiāng
ГЕС Měngyějiāng (勐野江水电站) — гідроелектростанція на півдні Китаю у провінції Юньнань. Використовує ресурс із річки Mengye, правої притоки Бабіан, котра є правим витоком Лісяньцзян (у В'єтнамі — Да), яка в свою чергу є правою притокою Хонгхи (біля Хайфона впадає у Тонкінську затоку Південно-Китайського моря).
В межах проекту річку перекрили кам’яно-накидною греблею із бетонним облицюванням висотою 79 метрів, довжиною 205 метрів та шириною по гребеню 10 метрів, яка потребувала 0,84 млн м3 матеріалу. Вона утримує водосховище з об’ємом 37,2 млн м3 (корисний об’єм 13,6 млн м3), в якому припустиме коливання рівня поверхні між позначками 755 та 765 метрів НРМ.
Від греблі під правобережним масивом прокладений дериваційний тунель, котрий виводить до розташованого за 3 км машинного залу (при цьому відстань між ним та греблею по руслу перевищує 7 км). Основне обладнання станції становлять дві турбіни типу Френсіс потужністю по 34 МВт, які повинні забезпечувати виробництво 307 млн кВт-год електроенергії на рік.
Відпрацьована вода повертається до Mengye, яка невдовзі впадає до Лісяньцзян на ділянці водосховища ГЕС Лонгма.